# 绍纳朗巴朗
绍纳朗巴朗（法語：Chonas-l'Amballan，法語發音：[ʃɔna lɑ̃balɑ̃]）是法国伊泽尔省的一个市镇，属于维埃纳区。

## 地理
绍纳朗巴朗（45°27'39"N, 4°48'42"E）面积7.41 平方千米，位于法国奥弗涅-罗讷-阿尔卑斯大区伊泽尔省，该省份为法国东南部内陆省份，北起顺时针与安省、萨瓦省、上阿尔卑斯省、德龙省、阿尔代什省、卢瓦尔省和罗讷省。
与绍纳朗巴朗接壤的市镇（或旧市镇、城区）包括：圣普里姆、孔德里约、勒旺坦-沃格里。
绍纳朗巴朗的时区为UTC+01:00、UTC+02:00（夏令时）。

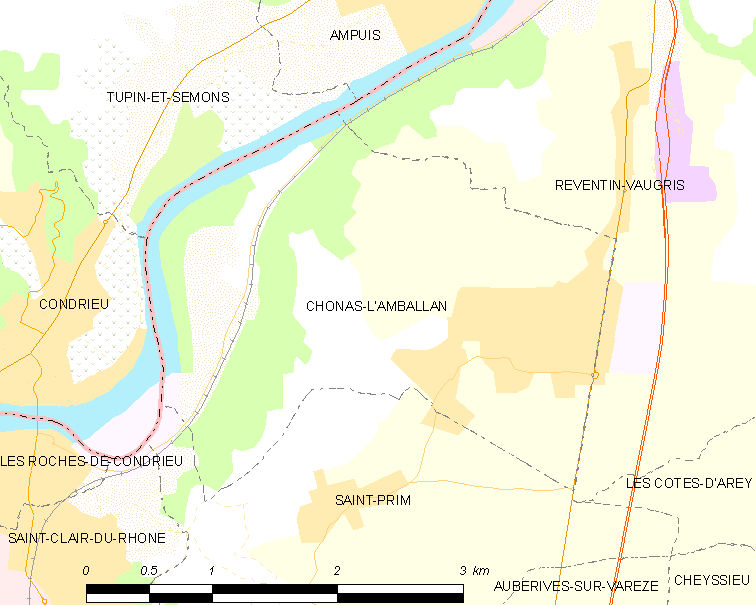
绍纳朗巴朗的OSM定位图

## 行政
绍纳朗巴朗的邮政编码为38121，INSEE市镇编码为38107。

## 政治
绍纳朗巴朗所属的省级选区为维埃纳第二县。

## 人口

1962-2008年间绍纳朗巴朗人口变化图示

绍纳朗巴朗于2022年1月1日时的人口数量为1691人。